# HD52850
HD52850 — хімічно пекулярна зоря спектрального класу
A7 й має видиму зоряну величину в смузі V приблизно 10,4.